# Inge Lynge
Inge Lynge (geb. Overgaard; * 3. Dezember 1928 in Herning) ist eine dänische Psychiaterin.

## Leben
Inge Lynge ist die Tochter des Kraftwerksangestellten Holger Overgaard (1900–1964) und seiner Frau Henny Marie Mouritsen (1902–1981). Sie beendete 1947 die Schule in Herning mit mathematischer Spezialisierung, begann aber dennoch ein Medizinstudium an der Universität Kopenhagen, wie ihr Bruder es kurz zuvor getan hatte. 1955 schloss sie das Studium ab. Fasziniert von Psychiatrien begann sie direkt nach Ende des Studiums am Skt. Hans Hospital in Roskilde zu arbeiten. Anschließend arbeitete sie im Epilepsiekrankenhaus Filadelfia in Dianalund und im Amtskrankenhaus Aalborg.
Schließlich beschloss sie, nach Grönland zu ziehen, um dort als Ärztin zu arbeiten. 1959 wurde sie in Nuuk angestellt. Noch auf der Reise nach Grönland lernte sie auf der Umanak den Künstler und Schriftsteller Hans Lynge (1906–1988) kennen, den sie am 25. März 1961 heiratete. Die Ehe blieb kinderlos. Ab 1961 ließ sie sich in Dänemark unter anderem am Rigshospitalet weiterbilden. Von 1965 bis 1967 war sie Reserveärztin in Nuuk. 1968 schloss sie die Ausbildung zur Psychiaterin ab und wurde anschließend vom Grønlandsministeriet als Beraterin angestellt, als welche sie ein grönländisches Psychiatriewesen initiierte. 1971 wurde sie zur Oberärztin ernannt und diente in ganz Grönland als Psychiaterin. 1980 war sie an der Schaffung einer psychiatrischen Abteilung am Dronning Ingrids Hospital in Nuuk beteiligt.
Nach 13 Jahren als Oberärztin zog sie 1984 mit ihrem Mann nach Dänemark. Dort arbeitete sie weiter als Ärztin, aber auch als medizinische Beraterin für das grönländische und das dänische Gesundheitswesen. Von 1984 bis 1996 war sie Vorstandsmitglied und zeitweise -vorsitzende der Grönlandsmedizinischen Gesellschaft. Zudem war sie von 1995 bis 2001 Vorsitzende der Foreningen Grønlandske Børn und ab 1991 Vorsitzende der Wohninstitution Gudrunsminde. Von 1989 bis 1996 war sie Mitglied des Nordic Council for Arctic Medical Research. Sie veröffentlichte eine Reihe wissenschaftlicher Artikel zu psychischen Krankheiten, Selbstmord und Alkoholmissbrauch in Grönland und erhielt in den 1990er Jahren mehrere Forschungsstipendien. 2000 wurde sie mit der Abhandlung Psykiske lidelser i det grønlandske samfund („Psychische Leiden in der grönländischen Gesellschaft“) zum dr. med. promoviert.
Für ihre Arbeit erhielt sie am 4. Dezember 1998 den Nersornaat in Silber. Im Jahr darauf wurde sie zur Ritterin des Dannebrogordens ernannt. 2000 erhielt sie den John Arthur Hildes Circumpolar Health Award.